# بريلي (لاتفيا)
بريلي (بالإنجليزية: Preiļi)‏ هي معلم جغرافي تقع في لاتفيا في بلدية بريلي.[بحاجة لمصدر] يقدر عدد سكانها بـ 8,605 نسمة ومساحتها 5.1 كم2 .